# Michael Weiner
Michael Weiner (Ottenstein, 21 maart 1969) is een Duits voormalig voetbalscheidsrechter. Hij was in dienst van FIFA en UEFA tussen 2002 en 2012. Ook leidde hij tussen 1998 en 2016 wedstrijden in de Bundesliga.
Op 6 november 1998 leidde Weiner zijn eerste wedstrijd in de Duitse nationale competitie. Tijdens het duel tussen MSV Duisburg en 1. FC Nürnberg (1–1) trok de leidsman viermaal de gele kaart. In Europees verband debuteerde hij op 21 juli 2002 tijdens een wedstrijd tussen Torino en Villarreal in de derde ronde van de UEFA Intertoto Cup; het eindigde in 2–0 en Weiner trok eenmaal de rode kaart. Zijn eerste interland floot hij op 16 november 2003, toen Polen met 4–3 won van Servië en Montenegro. Andrzej Niedzielan, Grzegorz Rasiak, Kamil Kosowski en Maciej Żurawski scoorden namens Polen en de tegengoals kwamen van Dejan Stanković, Zvonimir Vukić en Ivica Iliev. Tijdens deze wedstrijd deelde Weiner twee gele kaarten uit. Aan het einde van het seizoen 2015/16 zette de Duitser een punt achter zijn actieve loopbaan als scheidsrechter, omdat hij de maximale leeftijd voor scheidsrechters in Duitsland, namelijk 47 jaar, had bereikt.

## Interlands
| Datum            | Plaats                    | Wedstrijd                    | Uitslag | Competitie           | Kreeg geel | Kreeg voor de tweede keer geel en dus rood | Weggestuurd |
| ---------------- | ------------------------- | ---------------------------- | ------- | -------------------- | ---------- | ------------------------------------------ | ----------- |
| 16 november 2003 | Płock, Polen              | Polen – Servië en Montenegro | 4 – 3   | Vriendschappelijk    | 2          | 0                                          | 0           |
| 29 mei 2005      | Szczecin, Polen           | Polen – Albanië              | 1 – 0   | Vriendschappelijk    | 1          | 0                                          | 0           |
| 28 mei 2006      | Hamburg, Duitsland        | Turkije – Estland            | 1 – 1   | Vriendschappelijk    | 2          | 0                                          | 0           |
| 16 augustus 2006 | Luxemburg, Luxemburg      | Luxemburg – Turkije          | 0 – 1   | Vriendschappelijk    | 3          | 0                                          | 0           |
| 15 november 2006 | Székesfehérvár, Hongarije | Hongarije – Canada           | 1 – 0   | Vriendschappelijk    | 4          | 0                                          | 0           |
| 7 februari 2007  | Manchester, Engeland      | Engeland – Spanje            | 0 – 1   | Vriendschappelijk    | 0          | 0                                          | 0           |
| 17 oktober 2007  | Siena, Italië             | Italië – Zuid-Afrika         | 2 – 0   | Vriendschappelijk    | 0          | 0                                          | 0           |
| 20 mei 2008      | Bielefeld, Duitsland      | Slowakije – Turkije          | 0 – 1   | Vriendschappelijk    | 3          | 0                                          | 0           |
| 19 november 2008 | Brøndbyvester, Denemarken | Denemarken – Wales           | 0 – 1   | Vriendschappelijk    | 0          | 0                                          | 0           |
| 19 mei 2010      | Brussel, België           | België – Bulgarije           | 2 – 1   | Vriendschappelijk    | 4          | 0                                          | 0           |
| 1 juni 2010      | Covilhã, Portugal         | Portugal – Kameroen          | 3 – 1   | Vriendschappelijk    | 1          | 1                                          | 0           |
| 26 maart 2011    | Attard, Malta             | Malta – Griekenland          | 0 – 1   | EK 2012 kwalificatie | 2          | 0                                          | 1           |
| 26 mei 2012      | Oslo, Noorwegen           | Noorwegen – Engeland         | 0 – 1   | Vriendschappelijk    | 0          | 0                                          | 0           |
| 30 mei 2012      | Kelsterbach, Duitsland    | Andorra – Azerbeidzjan       | 0 – 0   | Vriendschappelijk    | 1          | 0                                          | 0           |
| 5 juni 2012      | Ingolstadt, Duitsland     | Turkije – Oekraïne           | 2 – 0   | Vriendschappelijk    | 6          | 0                                          | 0           |